# Trichoblatta guérini
Trichoblatta guérini är en kackerlacksart som beskrevs av Henri Saussure och Leo Zehntner 1895. Trichoblatta guérini ingår i släktet Trichoblatta och familjen jättekackerlackor. Inga underarter finns listade i Catalogue of Life.